# Onthophagus rechingeri
Onthophagus rechingeri är en skalbaggsart som beskrevs av Rudolph Petrovitz 1980. Onthophagus rechingeri ingår i släktet Onthophagus och familjen bladhorningar. Inga underarter finns listade i Catalogue of Life.